# Marduknadinakhkhe
Marduknadinakhkhe o Marduk-nādin-aḫḫe va ser el sisè rei de la Segona dinastia d'Isin, IV dinastia de Babilònia, i va regnar en un període aproximat entre l'any 1099 aC i 1082 aC. Era fill de Ninurtanadinxumi, germà de Nabucodonosor I i oncle de Enlilnadinapli al que va enderrocar i matar.
Era contemporani del rei d'Assíria Teglatfalassar I. Poc després de pujar al tron els assiris van creuar el Zab Inferior que feia de frontera entre ambdós estats, i van ocupar Turshan (prop d'Arrapkha), Arman, el país de Sallu amb la plana de Sallu que portava a la ciutat de Lupti que també van ocupar, fins a arribar al riu Radana (actual Tauk Shai) i la regió de la muntanya de Kamulla (avui Djebel Hamrin) on els babilonis van patir una derrota. En els següents anys els assiris van consolidar i encara ampliar les seves conquestes.
En represàlia pel saqueig d'Ekallatum, els assiris van ocupar el 1080 aC Dur-Kurigalzu, Sippar, Babilònia i Opi. El seu pare, Marduknadinakhkhe, va morir en la lluita, potser durant la conquesta de la ciutat de Babilònia pels assiris. Els assiris després de la conquesta i saqueig de la ciutat i del territori es van retirar.
El va succeir el seu fill Mardukxapikzeri.